# سيدني هوارد
سيدني هوارد (بالإنجليزية: Sidney Howard) (و. 1891 – 1939 م) هو كاتب سيناريو، وكاتب مسرحي، وكاتب، من الولايات المتحدة الأمريكية، ولد في كاليفورنيا، توفي في ماساتشوستس، عن عمر يناهز 48 عاماً.

## مسيرته المهنية
تخرج هوارد من جامعة كاليفورنيا عام 1915، والتحق بجامعة هارفارد، ودرس الكتابة المسرحية تحت إشراف جورج بيرس بيكر. شارك في الحرب العالمية الأولى، وخدم في سلاح الطيران. كان عضوا في هيئة تحرير مجلة الفكاهة «الحياة» عام 1919، ثم روائيا لمجلة ويليام راندولف هارست عام 1923.

## جوائز وترشيحات
حصل على جوائز منها:
- جائزة بوليتزر عن فئة الدراما، عن عمل: They Knew What They Wanted (play) [الإنجليزية]‏ (1925)
- جائزة الأوسكار لأفضل كتابة "سيناريو مقتبس"، عن عمل: ذهب مع الريح.

ترشح لـ:
- جائزة الأوسكار لأفضل كتابة "سيناريو مقتبس"، عن عمل: أروسميث
- جائزة الأوسكار لأفضل كتابة "سيناريو مقتبس"، عن عمل: دودسورث
- جائزة الأوسكار لأفضل كتابة "سيناريو مقتبس"، عن عمل: ذهب مع الريح.

## أعمال مختارة
- المسحور (1924).
- لقد عرفوا ما أرادوا (1924).
- ابنة نيد ماكوب (1926).
- الحبل الفضي (1926).
- جاك الأصفر (1934).
- لاكي سام كارفر (1925).
- أنصاف الآلهة (1929)[8]
- آروسميث (1931).
- دودوسورث (1934).
- شبح بانكي دودل (1937).
- ذهب مع الريح (1939).[9]

## وصلات خارجية
- سيدني هوارد على موقع IMDb (الإنجليزية)
- سيدني هوارد على موقع الموسوعة البريطانية (الإنجليزية)
- سيدني هوارد على موقع ألو سيني (الفرنسية)
- سيدني هوارد على موقع أول موفي (الإنجليزية)
- سيدني هوارد على موقع قاعدة بيانات برودواي على الإنترنت (الإنجليزية)
- سيدني هوارد على موقع قاعدة بيانات برودواي على الإنترنت (الإنجليزية)
- سيدني هوارد على موقع قاعدة بيانات الأفلام السويدية (السويدية)
- سيدني هوارد على موقع إن إن دي بي (الإنجليزية)
- سيدني هوارد على موقع قاعدة بيانات الفيلم (الإنجليزية)
- سيدني هوارد على موقع كينوبويسك (الروسية)